# Sebastian De Souza

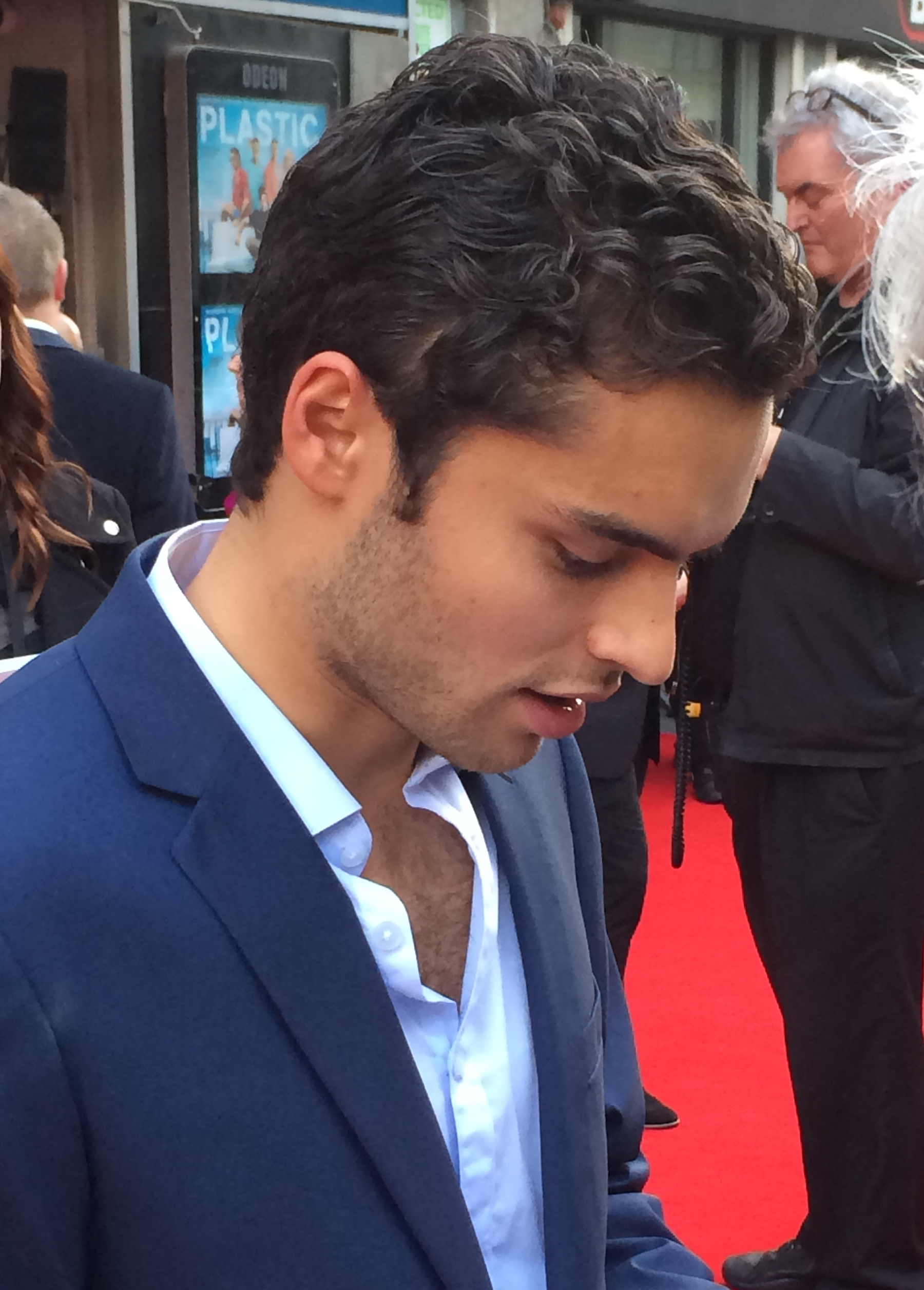
Sebastian De Souza bei der Premiere von Plastic – Someone Always Pays (2014)

Sebastian Denis De Souza (* 19. April 1993 in Oxford, Oxfordshire) ist ein britischer Schauspieler. Bekanntheit erlangte er durch die Hauptrolle des „Matty Levan“ in Skins – Hautnah (2011–2012).

## Leben
Sebastian De Souza wurde im April 1993 in Oxford in der Grafschaft Oxfordshire unter seinem Geburtsnamen Sebastian Denis de Souza als zweiter Sohn von Elinor Kelly und Chris de Souza geboren. Er wuchs in Boxford, Berkshire, auf. Bereits während seiner Schulzeit sammelte er erste Schauspielerfahrungen, als er in Schulaufführungen mitwirkte. Er besuchte das North Wall Arts Centre und war dort in Aufführungen wie Ein Sommernachtstraum oder Große Erwartungen zu sehen.
Nach einem kurzen Auftritt in der Dokumentationsserie The Truth About Crime erhielt De Souza im Alter von 17 Jahren seine erste Hauptrolle in einer Fernsehserie. In der fünften und sechsten Staffel der E4-Fernsehserie Skins – Hautnah hatte er die Hauptrolle des Matty Levan inne. Anschließend erhielt er die Nebenrolle des Alfonso d'Aragona in Die Borgias. Neben Will Poulter, mit dem er anschließend die Produktionsfirma Good Stil gründete, stand er in dem Kriminalfilm Plastic – Someone Always Pays gemeinsam vor der Kamera.
Im Juni 2014 wurde De Souza für die männliche Hauptrolle in der Freeform-Dramaserie Recovery Road gecastet. Darin verkörpert er seit Januar 2016 den Wes Stewart.

## Filmografie
- 2011–2012: Skins – Hautnah (Skins, Fernsehserie, 14 Episoden)
- 2012–2013: Die Borgias (The Borgia, Fernsehserie, 11 Episoden)
- 2014: Plastic – Someone Always Pays (Plastic)
- 2015: Crossing Lines (Fernsehserie, Episode 3x03)
- 2016: Recovery Road (Fernsehserie)
- 2017: Kommissar Maigret: Die Tänzerin und die Gräfin (Maigret in Montmartre) (Fernsehfilm)
- 2020: The Great (Fernsehserie, 8 Episoden)
- 2020: Normal People (Fernsehserie, 2 Episoden)
- 2021: Lapwing
- 2023: Fair Play
- 2025: Morgen kommt ein neuer Himmel (The Life List)